# 이분 (1566년)
이분(李芬) 명종 21년(1566) 병인년 ∼광해군 11년(1619). 조선 중기 문신. 본관은 덕수(德水). 자는 형보(馨甫). 호는 묵헌(黙軒). 통훈대부 병조정랑. 조부는 증 좌의정 덕연부원군(德淵府院君) 이정(李貞)이며, 참판공 이희신(李羲臣)의 아들로 충무공 이순신(李舜臣)의 조카이다.

## 생애
- 명종 21년(1566) 태어나다.
- 선조 20년(1587) 21세에 아버지와 어머니가 모두 세상을 떠나자 숙부인 충무공 이순신의 보살핌을 받았다.
- 선조 25년(1592) 임진왜란이 발발하자 충무공 이순신 곁에서 문서 작성과 명나라 장수 접대 등의 일을 도왔다.
- 선조36년 (1603) 계묘년 사마시(式年試) 진사 3등 50위이다.
- 선조 38년(1605) 비변사가 수령의 재목될 만한 자와 학행의 정예한 자를 천거할 때 수령에 천거되었고, 칠석과제(七夕科製)에 입격(入格)하여 관시(館試)에 부쳐졌다.
- 선조 41년(1608) 무신년 문과의 별시에 병과로 급제하시다. 품계는 통훈대부로 형조좌랑, 병조정랑이 되시고 <선조실록> 편찬에 편수관으로 참여했다.
- 광해군 2년(1610) 서장관(書狀官)으로 동지사 정경세(鄭經世)를 따라 염초(焰硝: 박초로 만든 약재)를 사오는 데 공헌하였다 하여 승급되었다.
- 광해군 9년(1617) 강원‧경상조도사(江原慶尙調度使)의 종사관(從事官)이 되었다.

```
‘백성들을 모집하고 곡식을 납부할 때 노직첩(老職帖)과 추증(追贈)당상직첩(追贈堂上職帖) 및 추증(追贈)당상가선실직첩(追贈堂上嘉善實職帖)을 받고자 하는 이들이 많은데, 공명첩(空名帖)을 더 많이 만들어 곡식 얻을 길을 넓혀야 한다’고 주장하였다. 또한 폐비문제에 대하여서는, ‘변란에 대처하는 문제를 적절하게 하는 것이 묘당에 달려 있다’하여 일의 순리를 쫓았다. 
```

- 조선시대 오위(五衛)의 정6품 관직인 사과(司果) 등을 역임하였다.
- 광해군 11년(1619) 기미년 4월2일 향년 54세로 별세.
- 묘는 용인군 수지면 고기리 풍암공 좌측 산기슭 표석이 있다.
- 배위는 숙인 전주이씨로 부는 이의남, 조부는 한천도정 이숙으로 정종의 왕자 덕천군 이후생의 5세손이며 외조부는 첨정 청풍김俶卿이다.
- 슬하에 1녀를 두었다.

## 평가
선조 25년(1592) 임진왜란이 발발하자 충무공 이순신과 전투에 참여 하였던 다른 종형제들과는 다르게  충무공 이순신 곁에서 문서 작성과 명나라 장수 접대 등의 일을 도운 것으로 보아 학문에 밝고 무관 보다는 문관에 적합한 인물이었다.
이분(李芬)은 예론에 밝아 <가례박해>, <방례유편>을 저술하였으며 종형제 이해(李荄)의 아들인 선교랑(宣敎郎, 종6품) 증 통훈대부사복시정(通訓大夫司僕寺正) 월곡(月谷) 이지강(李之綱)과 <충무공행록>을 저술하였다.

## 가족 관계
- 증조부 : 이백록(李百祿), 선교랑 평시서 봉사
- 증조모 : 초계 변씨(草溪卞氏), 변성(卞誠)의 딸
  - 조부 : 증 좌의정 덕연부원군(德淵府院君) 이정(李貞, 1511~1583)
  - 조모 : 증 정경부인 초계 변씨(草溪卞氏, 1515~1597) - 변수림(卞守琳)의 딸 
    - 부 : 이희신(李羲臣, 1535~1587), 증 병조참판
    - 모 : 증 정부인 진주 강씨(晉州姜氏), 강세온(姜世溫)의 딸
      - 형 : 이뢰(李蕾, 1561~1648), 찰방
      - 본인 : 이분(李芬, 1566~1619), 병조정랑
      - 부인 : 숙인 전주이씨(全州李氏), 이의남(李義男)의 딸
      - 동생 : 이번(李蕃, 1575~1668), 효릉참봉
      - 제수 : 전주이씨(全州李氏), 이여경(李餘慶)의 딸
        - 조카 : 이후성(李後晟)

      - 동생 : 이완(李莞, 1579~1627), 충신증자헌대부병조판서겸지의금부사행가선대부의주부윤의주진병마첨절제사(忠臣贈資憲大夫兵曹判書兼知義禁府事行嘉善大夫義州府尹義州鎭兵馬僉節制使), 시호 강민(剛愍), 정묘호란 전사
      - 제수 : 정부인(貞夫人) 파평윤씨(坡平尹氏)
        - 조카 : 이지연(李之衍, 生父  이봉(李菶))

    - 숙부 : 이요신(李堯臣, 1542~1580), 증 호조참판동의금부사
      -         - 종형 : 이봉(李菶, 1563~1650), 선무원종공신 2등, 경상도병마절도사겸 오위도청부 부총관, 평안도병마절도사, 포도대장, 삼척포첨사
        - 종형제 : 이해(李荄, 1566~1645), 선무원종공신 2등, 훈련원주부

    - 숙부 : 이순신(李舜臣, 1545~1598), 효충장의적의협력선무공신 덕풍부원군(德豐府院君) 증(贈) 좌의정, 가증(加贈) 영의정, 시호 충무(忠武)
      -         - 종제 : 이회(李薈, 1567~1625) 선무1등공훈, 훈련원 첨정, 증 승정원 좌승지
        - 종제 : 이예(李䓲, 1571~1631) 형조정랑, 증 승정원 좌승지
        - 종제 : 이면(李葂, 1577~1597) 증 이조 참의, 정유재란시 왜군과 교전 중 전사
        - 종제 : 이훈(李薰, 1574~1624) 무과, 증 병조참의, 이괄의 난 진압 중 전사
        - 종제 : 이신(李藎, 미상~1627) 무과, 증 병조참의, 정묘호란시 종형제 이완과 함께 전사

    - 숙부 : 이우신(李禹臣, 미상), 참봉

## 문헌
字馨甫 號黙軒 一六0三年宣祖癸卯進士 薦除王子師傅 一六0八年 宣祖戊申魁文科通訓大夫兵曺正郎 有學行著家禮剝解 邦禮類編 忠武公行狀 一五六六年明宗 丙寅生 一六一九年光海己未四月二日卒 享年五十四 墓龍仁郡水枝面古基里 楓巖公墓左麓有 表石 配淑人全州李氏 父義男 祖漢川都正塾 定宗王子德泉君厚生五世孫 外祖僉正清風金俶卿 墓祔